# 柔毛绣球
柔毛绣球（学名：Hydrangea villosa），为绣球花科绣球属下的一个植物种。